# 曹羲
曹羲（？—249年），字昭叔，三國時期魏國之臣，魏國重臣曹真之子，大将军曹爽之弟，曹訓、曹彥之兄，封安鄉侯。
曹爽专权，曹羲有所规劝，但曹爽不听。249年，曹爽出行高平陵，曹羲劝他保持警惕，曹爽仍不听，遂遭太傅司馬懿政变奪權。大司农桓範建議曹爽反對司馬懿，曹爽卻遲遲無法下決心起兵；桓范又劝曹羲，曹羲也不听。曹爽最终束手就擒，自以为能保富贵，却最後被公卿廷议灭三族。
曹羲曾和郑冲、孙邕、荀顗、何晏一同集合各家为《论语》作的注，择其善者，编成《论语集解》，并奏于魏帝。
有作品《至公论》。